# Jorge Azanza Soto
Jorge Azanza Soto (Altsasu, Navarra, 16 de juny de 1982) és un ciclista basc que fou professional entre 2005 i el 2013.

## Palmarès
- 2004
  - 1r a la Pujada a Gorla
  - 1r a la Volta a Còrdova
  - Vencedor d'una etapa al Volta al Bidasoa

### Resultats al Tour de França
- 2007. 82è de la classificació general
- 2012. 74è de la classificació general

### Resultats al Giro d'Itàlia
- 2011. 68è de la classificació general
- 2013. 33è de la classificació general

### Resultats a la Volta a Espanya
- 2011. 97è de la classificació general
- 2013. 90è de la classificació general